# Леваневский с надпечаткой
«Леване́вский с надпеча́ткой» — филателистическое название авиапочтовой марки СССР с портретом лётчика С. А. Леваневского (1902—1937) и надпечаткой (ЦФА [АО «Марка»] #514; Sc #C68), выпущенной ограниченным тиражом 3 августа 1935 года в честь прерванного перелёта Москва — Северный полюс — Сан-Франциско (США).

## Описание

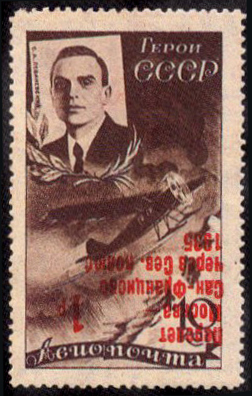
С перевёрнутой надпечаткой

Красная типографская надпечатка текста «Перелет Москва — Сан-Франциско через Сев. полюс 1935» и дополнительного номинала «1 р.» выполнена на марке с портретом С. А. Леваневского (ЦФА [АО «Марка»] № 489) из серии «Спасение челюскинцев».
Имеются редкие разновидности этой марки — со строчно́й буквой «ф» в слове «Сан-Франциско» — пять марок в листе (один ряд) с перевёрнутой надпечаткой (предположительно один лист) и перевёрнутая надпечатка со строчной буквой «ф» (предположительно пять штук).
Е. Сашенков указывает, что всего было надпечатано два листа марок «Леваневского» с перевёрнутой надпечаткой, из них 10 экземпляров — со строчной буквой «ф» (по пять в каждом листе) и 40 экземпляров — с прописной буквой «Ф».

## История
Марка с надпечаткой была выпущена Наркомпочтелем 3 августа 1935 года к намечавшемуся полёту Сигизмунда Леваневского, Георгия Байдукова и Виктора Левченко на самолёте АНТ-25 по маршруту Москва — Северный полюс — Сан-Франциско и предназначалась для оплаты почтовых отправлений на этом самолёте. В тот день действительно начался перелёт. Однако после преодоления 2 тысяч километров, полёт по запланированному маршруту был прерван из-за протекания масла в кабину пилота.
Сохранилось свидетельство крупнейшего советского филателиста Самуила Блехмана о первом дне продажи авиапочтовой марки «Перелёт Москва — Северный полюс — Соединённые Штаты Америки»:
История российской (советской) филателии знает два факта с известной во всем мире советской маркой с надпечаткой «Перелёт Москва — Сан-Франциско через Северный полюс 1935». Эта марка с надпечаткой была выпущена очень маленьким тиражом.

В канун знаменательного события филателисты с утра осаждали Московский почтамт. Один из них, впоследствии известный советский филателист С. М. Блехман рассказывал, как в операционном зале два окошка «работали на полёт Леваневского». В одном продавали вожделенную марку с надпечаткой, отпуская по одному экземпляру в руки. В другом окошке принимали заказную почтовую корреспонденцию, адресуемую в Сан-Франциско с гарантией возврата конверта отправителю. Вскоре приём заказных писем прекратился – приняли их не более 100. Один из конвертов был адресован президенту США Франклину Рузвельту. Делались подобные подарки Рузвельту и в последующие годы.
По некоторым данным, перевёрнутую надпечатку сделали на нескольких марочных листах по специальному указанию наркома внутренних дел Генриха Ягоды, который был известен как филателист.

## Филателистическая ценность
По сведениям Е. Сашенкова, «Леваневский с надпечаткой» хорошего качества в 1995 году стоил $150, со строчной «ф» — $250, с «перевёрткой» — $5000, со строчной «ф» на «перевёртке» — $15 000.
В 2003 году «Леваневский с надпечаткой» хорошего качества стоил уже $350–400, со строчной «ф» — $500–600, с «перевёрткой» — $10 000, со строчной «ф» на «перевёртке» — $40 000—50 000.
В 2008 году марка с ошибкой была продана на Черристоунском аукционе (англ. Cherrystone Auctions) в Нью-Йорке за $525 000.

## Интересные факты
Одну из марок со строчной буквой «ф» в названии города Сан-Франциско на «перевёртке» во время Второй мировой войны по указанию И. Сталина подарили президенту США Ф. Рузвельту. Марка была изъята у московского коллекционера, имя которого осталось неизвестным.
В 1982 году марка с перевёрнутой надпечаткой была украдена из коллекции Самуила Блехмана и вывезена за границу. Она сменила нескольких владельцев, а 15 июня 2000 года была выставлена на продажу на лондонском аукционе Harmers со стартовой ценой 40 тысяч фунтов стерлингов. Однако за день до открытия аукциона об этом стало известно сотрудникам российского бюро Интерпола, по просьбе которых марку исключили из числа лотов. Доказательством принадлежности марки коллекции С. Блехмана стала её фотография из каталога 1978 года с указанием имени владельца, которую переслали в Лондон по дипломатическим каналам. В 2001 году марка была возвращена в Россию.

## Марка в искусстве
- Марка дважды появляется в произведениях Кира Булычёва «Младенец Фрей» и «Соблазн».
- В 2014 году в телесериале «Лучшие враги» 5-я серия «Коллекционер» посвящена делу о краже данной марки. В серии фигурирует её стоимость 8 млн рублей.
- В 2015 году в телесериале «Высокие ставки» сюжет 5-й серии «Шулер» вращается вокруг похищения этой марки под условным названием «Полярная звезда».
- Марка упоминается в романе С. Витицкого (псевдоним Бориса Стругацкого) «Бессильные мира сего» в сцене, где Сталин обсуждает с филателистом Епанчиным составление подарочной коллекции советских марок для Рузвельта.